# Grünes Band vom Rhein 1947
| Endstand nach dem 6. Rennen |                  |                   |
| Sieger                      | Erich Bautz      | 11:00:03 h 128 P. |
| Zweiter                     | Fritz Diederichs | + 0:56 min 110 P. |
| Dritter                     | Rudolf Voigt     | + 1:07 min        |
| Vierter                     | Otto Schenk      | + 1:26 min        |
| Fünfter                     | Heini Noss       |                   |
| Sechster                    | Peter Schulte    |                   |
| Siebter                     | Armin Henning    |                   |
| Achter                      | Philipp Ziegler  |                   |
| Neunter                     | Paul Langhoff    |                   |
| Zehnter                     | Philipp Hilbert  |                   |

Das Grüne Band vom Rhein war eine Radsportveranstaltung, ein Vorgänger der späteren Deutschland Tour und wurde vom 20. bis 25. August 1947 in der britisch besetzten Zone ausgetragen. Es war der erste Versuch einer deutschlandweiten Veranstaltung seit der Großdeutschlandfahrt 1939. Die Rennen waren eingebettet in die Veranstaltungen der Rheinischen Sportwochen.
Der Organisator der Rundfahrten vor Kriegsbeginn, Hermann Schwartz, gründete vor Beginn der Rundfahrt die IRA (Industrie-Gemeinschaft zur Förderung des Radfahrwesens und Radsportes) mit deren Hilfe er eine Serie von sechs Kriterien, in Form von Rundstreckenrennen, in der britisch besetzten Zone ins Leben rief.
Der Führende nach den Etappen erhielt nicht mehr das vor dem Krieg eingeführte Gelbe Trikot, sondern musste sich mit einer grünen Armbinde begnügen. Am Ende der Rundfahrt erhielt der Gesamtsieger das Grüne Band vom Rhein in Form einer Schärpe.
Am Ende holte sich Erich Bautz, der bereits bei vorherigen Ausgaben Etappensiege gefeiert hatte, den begehrten Gesamtsieg. Die Binde des Führenden errang er bei seinem Sieg in Düsseldorf. In der Gesamtwertung knapp hinter ihm folgten Fritz Diederichs und Rudolf Voigt.
Im folgenden Jahr wurde das Grüne Band der IRA 1948 ausgetragen, wo das Programm um Langstreckenetappen erweitert wurde.

## Rennen
| Etappen   | Tag        | Start – Ziel    | km | Etappensieger      | Gesamterster     |
| --------- | ---------- | --------------- | -- | ------------------ | ---------------- |
| 1. Rennen | 20. August | Solingen        | 60 | Rudolf Voigt       | Rudolf Voigt     |
| 2. Rennen | 21. August | Bonn            | 68 | Fritz Diederichs   | Fritz Diederichs |
| 3. Rennen | 22. August | Aachen          |    | Hermann Siebelhoff | Fritz Diederichs |
| 4. Rennen | 23. August | Mönchengladbach | 65 | Rudolf Voigt       | Fritz Diederichs |
| 5. Rennen | 24. August | Düsseldorf      | 66 | Erich Bautz        | Erich Bautz      |
| 6. Rennen | 25. August | Köln            | 72 | Philipp Hilbert    | Erich Bautz      |